# Ferrocarril del Val de Zafán
El ferrocarril del Val de Zafán era una línia de via d'ample ibèric, entre La Puebla de Híjar i Alcanyís, ambdós a la província de Terol, i Tortosa. Formava part d'un projecte més ambiciós que hauria arribat fins al port de la Ràpita. Actualment és una Via Verda apta per a vianants i bicicletes.

## Història
El Ferrocarril del Val de Zafán va formar part d'un projecte que mai no va ser completat. Els primers projectes d'un ferrocarril entre el port de la Ràpita amb La Puebla de Híjar, a Terol, són de 1863. La idea d'aquest ferrocarril va partir, pel que sembla, d'unes circumstàncies singulars. Es diu que els militars estudiaven la possibilitat d'una invasió procedent de l'altre costat dels Pirineus. En tal cas, la següent barrera natural la formava la vall del riu Ebre. Un ferrocarril construït a la vora dreta de l'esmentat riu serviria per proveir aquest eventual front bèl·lic.

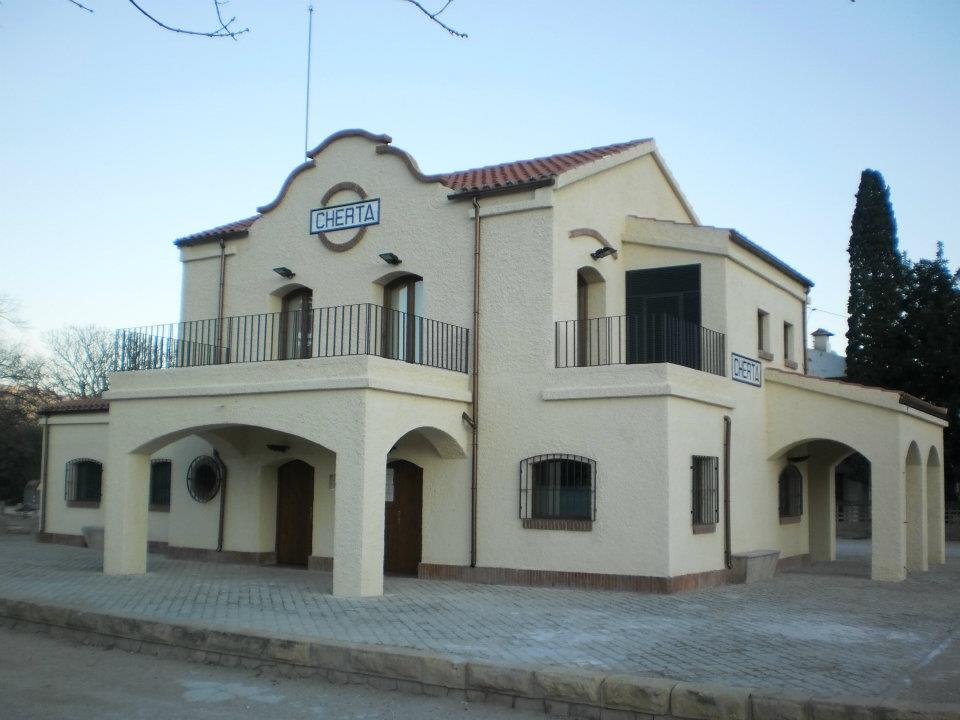
Antiga Estació de Xerta, actual Centre d'Interpretació

L'inici de les obres es va prolongar durant anys fins que, el 1891, la Companyia del Ferrocarril del Val de Zafán va començar les obres d'esplanació. El primer tram, de 32 km, entre La Puebla de Híjar i Alcanyís, es va inaugurar el 1895.
La prolongació de la línia fins a Tortosa no es va aconseguir fins a 1942, sent adjudicada des del principi la seva explotació a RENFE (Red Nacional de los Ferrocarriles Españoles).
Va haver de ser la Guerra Civil Espanyola la trista circumstància que propiciés la realització d'aquest tram, contesa en la qual la línia va jugar un important paper logístic durant la batalla de l'Ebre. D'altra banda, gran part dels obrers que van executar l'última fase de les obres d'aquest ferrocarril van ser els mateixos presoners republicans.
Aquest ferrocarril, conegut a la zona com el Sarmentero (ja que travessava una terra de sembrada de vinyes), va tenir una lànguida existència durant la seva curta vida: amb prou feines 31 anys. En tot aquest temps no va arribar a concloure's l'últim tram, entre Tortosa, Amposta i la Ràpita, malgrat estar construïda tota l'esplanació, degut a la valoració negativa que en va fer l'FMI per finançar una línia que considerà disfuncional. L'enfonsament d'un túnel el 1971 entre les estacions del Pinell de Brai i Prat de Comte va servir com a excusa per al tancament definitiu d'aquest ferrocarril per part de l'administració, que es va fer efectiu el setembre de 1973, malgrat els successius intents per al seu manteniment.

## Estat actual (2020)
El traçat del ferrocarril és aprofitat actualment com a via verda entre Aragó i Catalunya. Es divideix en diferents trams: al que discorre pel Baix Aragó se li uneix el tram de la comarca del Matarranya enllaçant amb els 46 km de la Via verda de la Terra Alta i de la Via verda de la comarca del Baix Ebre.
El març de 2013 va obrir-se l'històric pont del ferrocarril de Tortosa als usuaris de la via. Existia la intenció d'unir Tortosa amb el Parc Natural del Delta de l'Ebre així que durant el 2013 va culminar-se una ruta cicloturista —que no corresponia a un projecte definitiu— que ho permetia. S'unia així el Parc Natural dels Ports amb la desembocadura de l'Ebre.
Anys després —maig de 2017— l'Administrador d'Infraestructures Ferroviàries (Adif) arrendava al Consell Comarcal del Baix Ebre un tram de 7,1 quilòmetres de l'antic traçat del Carrilet de la Cava per prolongar la via verda fins al Delta de l'Ebre. Durant la tardor de l'any 2020 se van portar a terme el gruix de les obres al llarg d'un trajecte semblant a l'original.

### El recorregut (110 km)
La Puebla de Híjar - Puigmoreno - Estació d'Alcanyís - Est. de Valdealgorfa (túnel de 2.136 m) - Est. de Valljunquera - Est. de la Vall de Tormo - Estació de la Torre del Comte - Est. de Vall-de-roures - Estació de Queretes - Estació d'Arnes-Lledó d'Algars - Estació d'Horta de Sant Joan - Estació de Bot - Est. de Prat de Comte - La Fontcalda - Est. del Pinell de Brai - Estació de Benifallet - Estació de Xerta (on s'ubica el Centre d'Interpretació de Xerta) - Estació d'Aldover - Jesús - Roquetes i pla de l'Estació a la riba dreta de Tortosa - Pont del ferrocarril - Estació de Tortosa, riba esquerra. A partir d'aquí la via verda segueix el passeig fluvial camí del sud del Baix Ebre.